# Мисора, Хибари
Хиба́ри Мисо́ра (яп. 美空 ひばり Мисора Хибари), настоящее имя Кадзуэ́ Като (яп. 加藤 和枝 Като: Кадзуэ, 29 мая 1937 — 24 июня 1989) — японская певица (в частности, наиболее известный представитель жанра энка) и киноактриса. Считается одной из величайших исполнителей Японии «всех времён». Первая женщина в Японии, получившая премию Народного Почёта (всего на конец 2013 года эту премию получили 22 индивидуальных лауреата).
Мисора также была одной из самых коммерчески успешных музыкальных исполнителей в мире своего времени: она записала почти 1500 песен, включая кавер-версии; к концу её жизни было продано 68 млн записей её исполнения, включая 45 млн по синглам. К 2001 году было продано более 80 млн её записей. Её «лебединая песнь» под названием «Кава-но нагарэ-но ё:ни» (яп. 川の流れのように, «Словно течение реки») неоднократно исполнялась различными музыкальными исполнителями и оркестрами, как в самой Японии, так и вне её — включая, например, знаменитых Трех Теноров (по отдельности и вместе), Терезу Тенг, этнические ансамбли Vargas de Tecalitlán (Мексика) и Twelve Girls Band (Китай).

## Биография
Кадзуэ Като (яп. 加藤 和枝) родилась в 1937 году в районе Иокогамы Исого-ку в семье рыботорговца Масукити Като (яп. 加藤 増吉) и домохозяйки Кими Като (яп. 加藤 キミ). Впервые значительный музыкальный талант девочки был замечен её отцом, когда она пела на его проводах в действующую армию во время Второй мировой войны в 1943 году. Пожертвовав семейными накоплениями, он вложился в вокальную подготовку дочери. В 1945 году Кадзуэ Като в 8-летнем возрасте дебютирует на сцене концертного зала в Иокогаме. Примерно в то же время она впервые, по совету матери, использует фамилию своего сценического псевдонима Misora (яп. 美空, букв. «прекрасное небо»). Год спустя исполнение Кадзуэ Мисоры попадает в ротацию NHK, её способности впечатляют известного композитора, одного из отцов японской поп-музыки вообще и жанра энка в частности Масао Коги, который оценил её как юный талант с пониманием и эмоциональной зрелостью взрослого (впоследствии Кога был автором многих её песен). В последующие два года юная исполнительница стала уже признанной певицей, собирающей полные залы по всей Японии.

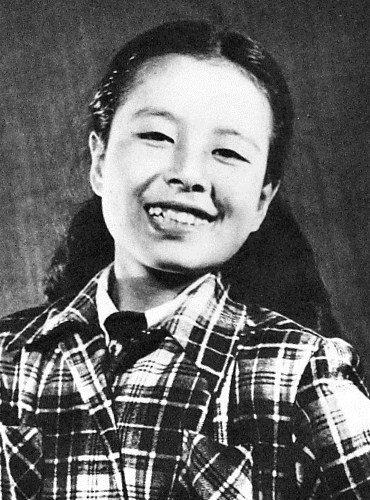
Хибари в 1948 году

Артистическая карьера Мисоры начинается в неполные 12 лет фильмом Nodo jimankyō jidai (яп. のど自慢狂時代), тогда же она принимает свой окончательный псевдоним «Мисора Хибари» (вместе буквально «Жаворонок прекрасного неба» или «… в прекрасном небе»). Фильм закрепляет её всеяпонскую популярность. В том же году юная певица заключает контракт с японским представительством Nippon Columbia лейбла Columbia Records и записывает свой первый сингл Kappa Boogie-Woogie (яп. 河童ブギウギ). Следующий её сингл Kanashiki Kuchibue (яп. 悲しき口笛, букв. «Печальный свист») на основе песни из одноимённого фильма становится хитом и продаётся в количестве более 450 тысяч копий, а сцена её исполнения в фильме во фрачной паре и цилиндре впоследствии становится репрезентативной иллюстрацией раннего артистизма Хибари и позднее попадает на одну из пяти почтовых марок мемориальной серии, выпущенной Министерством связи Японии по результатам всенародного опроса 1995 года о наиболее значительных личностях и событиях послевоенного 50-летия, а также становится темой памятника актрисе, установленного в 2002 году в Иокогаме (см. раздел «Музей и памятники»). Последующая игра Мисоры в Tokyo Kid (1950), где Хибари исполнила заглавную роль неунывающей сироты Марико, делает её живым символом одновременно трудностей и народного оптимизма послевоенной Японии. Несмотря на ограничения передвижения подданных Японии в условиях послевоенной американской оккупации, юная певица приобретает и международную известность, посещая на границе десятилетий США с двухмесячными гастролями по приглашению ряда японско-американских деятелей.

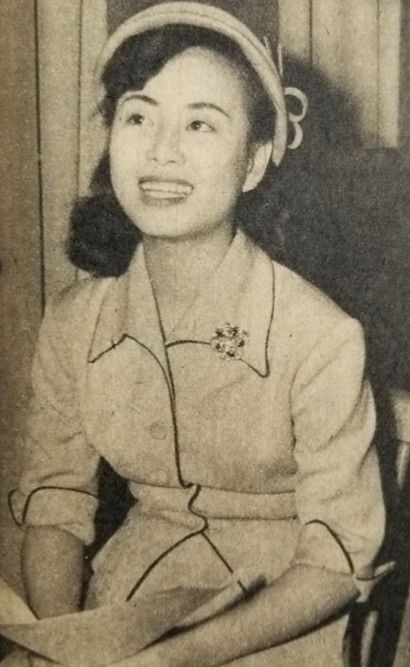
Хибари в 1953 году

В мае 1951 организовывается продюсерская компания Hibari Productions с нею в качестве, по крайней мере, номинального президента. Продолжая сниматься, по крайней мере, с 15-летнего возраста Мисора снимается не только в подростковых, но и во вполне взрослых ролях (например, в «Цукигата Хампэйта» 1952 года).
13 января 1957 года Мисору атакует 17-летняя фанатка, плеснув в неё соляной кислотой. К счастью, нападение не оставило заметных шрамов.
В 1962 году Хибари выходит замуж за своего коллегу Акиру Кобаяси, однако брак завершается разводом всего через два года, в 1964.
В 1964—1965 годах Мисора записывает свой самый продаваемый сингл Yawara.
В 1971 году Хибари уходит из кино, сосредотачиваясь только на вокальной карьере.
В 1973 году младшего брата певицы Тецую Като (также певца и актёра, известного также как Масуо Като и Тору Оно) арестовывают за связь с группировкой якудза Ямагути-гуми. При том, что телекомпания NHK не делала никаких комментариев о связи или причастности к этому самой Мисоры, она впервые за 18 лет не была приглашена участвовать в новогоднем музыкальном шоу «Кохаку ута гассэн». Оскорблённая, Хибари отказывалась взаимодействовать с NHK в течение последующих нескольких лет вплоть до 1977 года, а в конкурсе «Кохаку» более не участвовала до конца жизни (выступив, впрочем, с несколькими песнями как гость программы в 1979 году).
В 1977 году, не имея собственных детей, Мисора усыновляет 7-летнего сына Тэцуи Като, своего племянника Кадзую Като (родители которого развелись вскоре после его рождения). Впоследствии тот наследует основанную Хибари продюсерскую компанию Hibari Productions, а позже становится одним из основателей музея/театра её имени.

### Болезнь и смерть
В апреле 1987 года Хибари неожиданно теряет сознание по дороге на концерт в Фукуоке. В больнице Фукуоки ей ставят диагноз аваскулярного некроза на фоне хронического гепатита.
Проведя в больнице несколько месяцев, певица наконец показывает знаки выздоровления в августе. В октябре того же года Мисора записывает очередной сингл, а в апреле 1988, после отдыха на Гавайях, даёт большой концерт в Tokyo Dome, известный как «Концерт Феникса». Однако это восстановление не оказывается долгим; Хибари продолжает давать концерты, делать записи и посещать знакомых буквально через силу.
24 июня 1989 года певица умирает в больнице в Токио от лёгочной недостаточности. Её смерть вызывает общенациональный траур; попрощаться с актрисой в мемориальный зал Аояма приходят, помимо её знакомых и коллег, более 40 тысяч человек; в средствах массовой информации прощание с Хибари и её похороны описывались термином gotaisō, обычно используемым только для членов императорской семьи. Артистка похоронена в районе Иокогамы Конан-ку.
Последним прижизненно изданным синглом Мисоры Хибари становится Kawa no nagare no yō ni, записанный в декабре 1988. В конце 1989 года песня Хибари и сама она посмертно удостаиваются Союзом композиторов Японии второй премии и специального почётного приза Japan Record Awards (не завоёвывая главную премию из-за сложностей с её статутом); также ассоциация вводит в честь певицы дополнительную мемориальную премию её имени (последний раз присуждалась на 42-й церемонии вручения премий в 2000 году). Начиная с 1990, теле- и радиостанции Японии ежегодно передают Kawa no nagare no yō ni на день её рождения; на организованном NHK общенациональном голосовании в 1997 году избирается более чем 10 миллионов абонентов «Лучшей песней Японии всех времён».

## Наиболее известные песни
- 1949 — «Каппа Буги-Вуги» (河童ブギウギ, Kappa Boogie-Woogie) — из фильма Odoru ryū kyūjō[англ.]; первый записанный сингл Хибари.
- 1949 — «Печальный свист» (悲しき口笛, Kanashiki Kuchibue) — из одноимённого фильма; продано более 450 тыс. копий (соотв. «платиновому синглу»).
- 1950 — «Токийский ребёнок» (東京キッド, Tokyo Kiddo) — из одноимённого фильма.
- 1950 — «Песня уличного актёра» (越後獅子の唄, Echigo Jishi no Uta)
- 1952 — «Праздничный мамбо» (お祭りマンボ, Omatsuri Mambo)
- 1952 — «Яблоневая развилка» (リンゴ追分, Ringo Oiwake) — «миллионный сингл».
- 1957 — «Квартал портовый, дом 13» (港町十三番地, Minato-machi 13-banchi)
- 1957 — «Путешествие в цветочной шляпе» (花笠道中, Hanagasa Dōchū) — из одноимённого фильма.
- 1964 — «Мягкость»[15] (柔, Yawara) — «миллионный сингл»-бестселлер певицы, проданный в количестве 1,8 миллиона копий менее чем за полгода после выпуска[16].
- 1966 — «С грустью и сакэ» (悲しい酒, Kanashii Sake) — «миллионный сингл».
- 1967 — «Ярко-красное Солнце» (真赤な太陽, Makkana Taiyō) — «миллионный сингл».
- 1986 — «Сияющая любовь» (愛燦燦, Ai Sansan)
- 1987 — «Растрёпанные волосы» (みだれ髪, Midaregami)
- 1989 — «Словно течение реки» (川の流れのように, Kawa no nagare no yō ni) — последний прижизненно изданный «миллионный сингл» певицы.

### Песни Хибари, исполнявшиеся на главном ежегодном музыкальном конкурсе Японии «Кохаку ута гассэн»
(попутно является главным новогодним мероприятием, проходит вечером 31 декабря)
В рамках конкурса
- 1954 — Hibari no Madorosu-san (яп. ひばりのマドロスさん; , то есть «„Матрос-сан“, версия Хибари»)
- 1957 — Nagasaki no ChōChō-san (яп. 長崎の蝶々さん; то есть «Чио-Чио-сан из Нагасаки»)
- 1958 — Shiroi ranchi de jūshi notto (яп. 白いランチで十四ノット; букв. «Белый катер (мчится) на 14 узлах»)
- 1959 — Gozonju Benten Kozō (яп. 御存知弁天小僧)
- 1960 — Aishū hatoba (яп. 哀愁波止場; букв. «Грустная пристань»)
- 1961 — Hibari no Wataridori da yo (яп. ひばりの渡り鳥だよ)
- 1962 — Hibari no Sado jōwa (яп. ひばりの佐渡情話; букв. «„История влюбленных (с острова) Садо“, версия Хибари», из одноимённого фильма)
- 1963 — Aishū defune (яп. 哀愁出船)
- 1964 и 1965 — Yawara
- 1966 — Kanashii Sake
- 1967 — Geidō Ichidai (яп. 芸道一代; примерно «Искусство — вся жизнь»)
- 1968 — Netsu (яп. 熱)
- 1969 — Wakarete mo arigatō (яп. 別れてもありがとう)
- 1970 — Jinsei shōgi (яп. 人生将棋; примерно «„Шахматы“ человеческой жизни»)
- 1971 — Kono michi o yuku (яп. この道を行く)
- 1972 — Aru onna no uta (яп. ある女の詩)

Вне конкурса (в качестве почётного гостя)
- 1979 — три песни: Jinsei Ichiro (яп. 人生一路; букв. «Дорога жизни»); Hibari no Madorosu-san; Ringo oiwake.

Кроме того, её последняя прижизненно изданная песня Kawa no nagare no yō ni несколько раз исполнялась на конкурсе в память певицы другими исполнителями (Ким Ёнджа в конце 1994 и Ёсими Тэндо в конце 1999 и 2005 годов).

## Фильмография
При её основной профессии певицы имя Мисоры Хибари стало громким и в японском кинематографе, она снялась с 1949 года (с 11-летнего возраста) по 1971 год (когда решила покинуть кинематограф и продолжать только свою вокальную карьеру) более, чем в 160 фильмах, во многих из них — в главных ролях.
За редким исключением (например, «Принцесса Сэн и Хидэёри» 1962 года), все фильмы музыкальные, с песнями в её исполнении, на фоне различных основных жанров — «современности», драмы, исторического или фантазийного дзидайгэки, тямбара, детектива и их пересечений в разных комбинациях. В ряде фильмов актриса исполняла по две роли, одного или разных полов. Роли, как минимум, в 16 фильмах основной карьеры можно так или иначе отнести к амплуа травести (с исполнением полностью юношеских либо женских-травести персонажей); из них особо можно выделить несколько ролей, где её персонаж сам является оннагатой (актёром-травести японского театра), в частности, заглавные роли в Yukinojo henge 1957 и Benten Kozo 1960 года.

## Награды и премии

### Музыкальные

#### Japan Record Awards
- 2-я церемония награждения[яп.] (30 декабря 1960) — Приз «Лучшему исполнителю» за песню «Грусть на пристани» (яп. 「哀愁波止場」 Aishū hatoba)[26]
- 7-я церемония награждения[яп.] (25 декабря 1965) — Japan Record Award за песню «Мягкость» (яп. 「柔」 Yawara)[27]
- 15-я церемония награждения[яп.] (31 декабря 1973) — Поощрительный приз юбилейного 15-го награждения Japan Record Award[28]
- 18-я церемония награждения[яп.] (31 декабря 1976) — Специальный приз[29]
- 31-я церемония награждения[яп.] (31 декабря 1989) — Специальный почётный приз (посмертно) за песню «Словно течение реки» (яп. 「川の流れのように」 Kawa no nagare no yō ni) и пожизненные заслуги в исполнительском искусстве. Исходно песня Мисоры, по оценкам японской прессы, с очень большой вероятностью могла взять главный Japan Record Award этого года, однако голосование за неё было приостановлено после её смерти из-за отсутствия традиции посмертного награждения, позволив выиграть его другому кандидату[30]. После 1989 года в числе призов Japan Record Awards был введён дополнительный мемориальный приз её имени, который присуждался, по крайней мере, до 2000 года[31]

#### Japan Gold Disc Awards
В рамках проходившей в 1990 году (по результатам 1989 года) 4-й церемонии вручения Japan Gold Disc Awards от Японской ассоциации звукозаписи (высшей профильной институции страны, сертифицирующей звукозаписи на статус «серебряного/золотого/платинового диска»), Мисоре посмертно была присуждена премия как № 1 из «5 лучших артистов года» и обладателю «Лучшего альбома года» в категории «Энка в женском исполнении» (за сборник «Избранное/Словно течение реки»), а также Почетный приз Японской ассоциации звукозаписи.

#### Другое
Ряд релизов Хибари по продажам имеют статус «золотых» и «платиновых», минимум пять — «миллионных». Кроме того, по информации Кадзуи Като (племянника и приёмного сына певицы, наследника компании Hibari Productions и одного из организаторов музея её имени), компанией Nippon Columbia был запланирован выпуск к 23-летию её смерти в 2012 году мемориального коллекционного релиза «1001 ночь Хибари» (яп. ひばり千夜一夜 Hibari sen'ya ichiya) из 56 CD и 2 DVD, включающего в общей сложности 1001 песню в её исполнении. Релиз был номинирован на включение в Книгу рекордов Гиннесса, а также, как минимум, входил в число номинантов спецприза Music Jacket Award (за большие коллекционные издания записей) уже упомянутой выше Японской ассоциации звукозаписи.

### Кинематографические
- 25 января 1962 — кинопремия «Голубая лента» 1961 года в категории «Самый популярный актёр/актриса» c формулировкой «за сохранение популярности у зрительских масс в течение 13 лет»[35].

### Правительственные
- 6 июля 1989 — Премия Народного Почёта «за искреннюю преданность песне, приносящей людям мечты и надежды» (яп. 真摯な精進 歌謡曲を通じて国民に夢と希望を与えた功。[36]), посмертно. Кадзуэ Като (Мисора Хибари) стала первой женщиной, получившей эту награду.

## Память о певице и актрисе

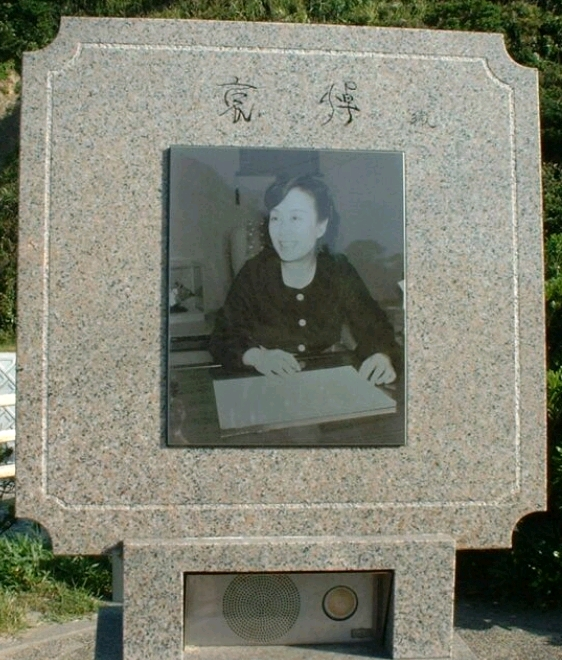
Памятник Мисоре Хибари в Иваки, префектура Фукусима.
Снабжен сенсором присутствия,
при появлении посетителя в 1,5 м от памятника, начинает исполнять песню Midaregami

Народная память о певице и актрисе была неоднократно увековечена в последующие годы.

### Музей и памятники
В 1994 году в Киото был открыт большой музей певицы и актрисы, экспозиция которого подробно рассказывала о её жизни, а также предлагала к вниманию множество связанных с ней памятных экспонатов. Музей привлек более 5 миллионов посетителей вплоть до ноября 2006 года, когда он был временно закрыт для плановой реконструкции здания. После полуторалетней паузы, на время которой основная экспозиция была перемещена в отдел периода Сёва Музея Эдо-Токио, в апреле 2008 года музей был вновь открыт под новой вывеской «Театра Мисоры Хибари» («МисораХибари-дза»). В основании музея большую роль сыграла основанная актрисой в 1958 году независимая продюсерская компания Hibari Production Group, управляемая после смерти артистки её племянником и приёмным сыном Кадзуей Като.
В 1990 году в Иваки, центральном городе префектуры Фукусима, был установлен памятник Хибари (на иллюстрации). Проходящий неподалёку участок шоссе также иногда называют «шоссе Хибари».
В 2002 году в родном городе Кадзуэ Като, Иокогаме, также был воздвигнут бронзовый памятник певице, посвященный дебюту её карьеры. Памятник привлекает около трехсот тысяч человек в год.

### Документальные фильмы
- 1950 — Watashi wa josei no. 1 — короткий фильм-интервью с юной актрисой и певицей[40].
- 1981 — Chambara graffiti: Kill! (яп. ちゃんばらグラフィティー 斬る！ Chanbara gurafiti: Kiru!) — документальный фильм о жанре самурайского боевика, содержащий эпизоды съемок ряда популярных актёров.
- 1988 — Последнее интервью Мисоры Хибари[41].

### Использование её образа в исполнении других актрис
- 1989 — сериал телекомпании TBS (Tokyo Broadcasting System Television) «История Мисоры Хибари» (яп. 美空ひばり物語 Мисора Хибари моногатари) (Каёко Кисимото (англ.)).
- 1999 — «История Мисоры Хибари — возвращение феникса» (яп. 不死鳥ふたたび・美空ひばり物語 Фуситё: футатаби Мисора Хибари моногатари) (Ёко Асадзи[англ.] (англ.)).
- 2005 — дорама TBS «История рождения Мисоры Хибари» (яп. 美空ひばり誕生物語 Мисора Хибари тандзё: сэйбуцу моногатари) (Ая Уэто (англ.)).
- 2006 — «„Теннесси вальс“ — история Тиэми Эри» (яп. 美空ひばり誕生物語 Тэнэси: Варуцу - Эри Тиэми моногатари) (Миюки Цуруги[яп.] (яп.)).
- 2010 — сериал к 50-летию Fuji TV «"Наша история» (яп. わが家の歴史 Вагая но рэкиси) (Майя Сакура и Саки Айбу[англ.] (яп.)).

### Книги
К настоящему времени издано более полусотни книг на японском языке, посвящённых артистке (включая её автобиографию), в том числе:
- «Запомнившиеся кинофильмы Мисоры Хибари» = 思い出の映画 美空ひばり (Омоидэ но эйга Мисора Хибари). — Токио: «Киндаэйгася»[яп.], 1989. — ISBN 4764816113.
- Мисора Хибари. «Автобиография Хибари — я и мой образ» = ひばり自伝―わたしと影 (Хибари дзидэн - Ватаси то кагэ). — Токио: «Сосися»[яп.], 1989. — 278 с. — ISBN 978-4794200068.
- «Мисора Хибари — всё о Королеве Песни» = 美空ひばり―“歌う女王”のすべて (Мисора Хибари - "Утау Дзёо:" но субэтэ). — Токио: «Бунгэй Синдзю»[яп.], 1990. — 263 с. — ISBN 4168108155.
- «Мисора Хибари — мемориальный фотоальбом совершенства» = 美空ひばり完全愛蔵版追悼写真集 (Мисора Хибари кандзэн - айдзо:бан цуйто: сясинсю:). — Токио: «Киндайэйгася»[яп.], 1998. — ISBN 4764870568.
- Кэй Мори. «Мисора Хибари» = 美空ひばり. — Tokyo FM (серия «Всемирная Музыкальная Библиотека»), 1998. — 334 с. — ISBN 4887450001.
- Хомидори Кимура. «Песенная лира Мисоры Хибари» = 大正琴 美空ひばり愛唱歌 (Тайсё:гото Мисора Хибари айсё:ка). — Токио: «Дзэнъён Гакуфу Сюппанся»[яп.], 1998. — 87 с. — ISBN 4117631209.
- Кэй Мори. «Мисора Хибари — пока горит огонь» = 美空ひばり燃えつきるまで (Мисора Хибари моэцуки румадэ). — Токио: «Sōshisha» (яп. 草思社), 2001. — 238 с. — ISBN 4794211074.
- Тэцуо Ямаори. «Мисора Хибари и японцы» = 美空ひばりと日本人 (Мисора Хибари то нихондзин). — Токио: Gendai Daisho[яп.], 2001. — 219 с. — ISBN 4768468055.

Помимо этого, существует и ряд источников на разных языках на более широкие темы, с главами или значимыми фрагментами, также посвящёнными артистке, в частности:
- Журнал «Мир человека» — Москва: «Молодая Гвардия» — 1977 — Т.7 — С.136.
- Владимир Цветов. «Мафия по-японски». — 3-е изд. — Москва: «Политиздат» (серия «Владыки капиталистического мира»), 1985. — С. 44. — 63 с.
- Владимир Цветов. «Пятнадцатый камень сада Рёандзи». — 3-е изд. — Москва: «Политиздат», 1991. — С. 55. — 413 с. — ISBN 9785250012553.
- Alan Tansman. Chapter 12: Misora Hibari // The Human Tradition in Modern Japan / Anne Walthall (Ed.). — Lanham MD, US: SR Books, 2004. — P. 213-230. — 245 p. — ISBN 0-8420-2912-5.
- Jonathan D. Mackintosh. The Homo Cultures of Iconic Personality in Japan: Mishima Yukio and Misora Hibari // Idols and Celebrity in Japanese Media Culture / Patrick W. Galbraith, Jason G. Karlin (Eds.). — Palgrave Macmillan, 2012. — P. 131-152. — 229 p. — ISBN 978-0-230-29830-9.
- Michael K. Bourdaghs. Mapping Misora Hibari: Where Have All the Asians Gone // Sayonara Amerika, Sayonara Nippon: A Geopolitical Prehistory of J-Pop. — Columbia University Press, 2012. — ISBN 978-0-231-53026-2.
- Jack Goldstein. Famous Japanese Figures // 101 Amazing Facts About Japan. — Andrews UK Ltd., 2013.

### Другое
- Ранний кинематографический образ Хибари в фильме «Печальный свист» (1949), считающийся репрезентативной иллюстрацией её раннего артистизма, был выбран для одной из пяти почтовых марок мемориальной серии, выпущенной Министерством связи Японии по результатам всенародного опроса 1995 года о наиболее значительных личностях и событиях послевоенного 50-летия[9].
- В конце 1990-х годов несколькими винодельческими хозяйствами региона Бордо в честь Мисоры Хибари были выпущены вина разновидностей Haut-Médoc[43] и Graves Blanc[44].